# 有明山 (千曲市)
有明山（ありあけやま）は、長野県千曲市にある、標高651.73メートルの山。

## 地理
しなの鉄道しなの鉄道線・屋代駅の南東に位置する。しなの鉄道線および国道18号が西麓を通り、山体をJR北陸新幹線および上信越自動車道・有明山トンネル（長さ約800メートル）が貫く。
山頂に三角点（基準点名は「有明山」、等級は四等三角点）が設置されており、標高は651.73メートル、地理院地図上では651.7メートルと記載されている。山頂周辺は木々が生い茂り、眺望は良くない。北西に隣接する一重山には屋代城跡がある。
北側の尾根上には国の史跡・埴科古墳群の森将軍塚古墳（標高490メートル、墳長100メートル）・有明山将軍塚古墳（墳長37メートル）がある。特に森将軍塚古墳は古墳時代前期（4世紀半ば頃）に築造された、長野県最大の前方後円墳であり、復元整備済みである。麓には長野県立歴史館および千曲市森将軍塚古墳館を内包した「科野の里歴史公園」が設置されており、ふもとから古墳まで徒歩20分間。有料の見学バスも運行されている。

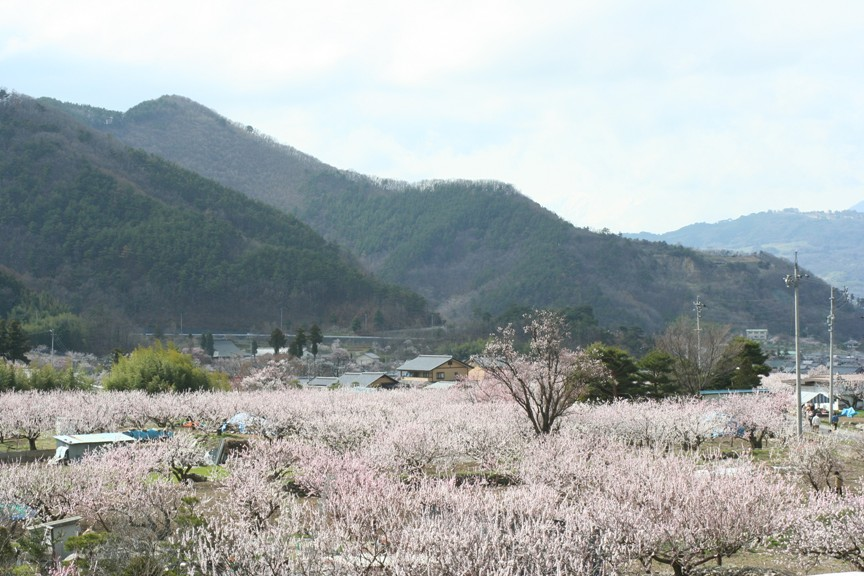
春のあんずの里より
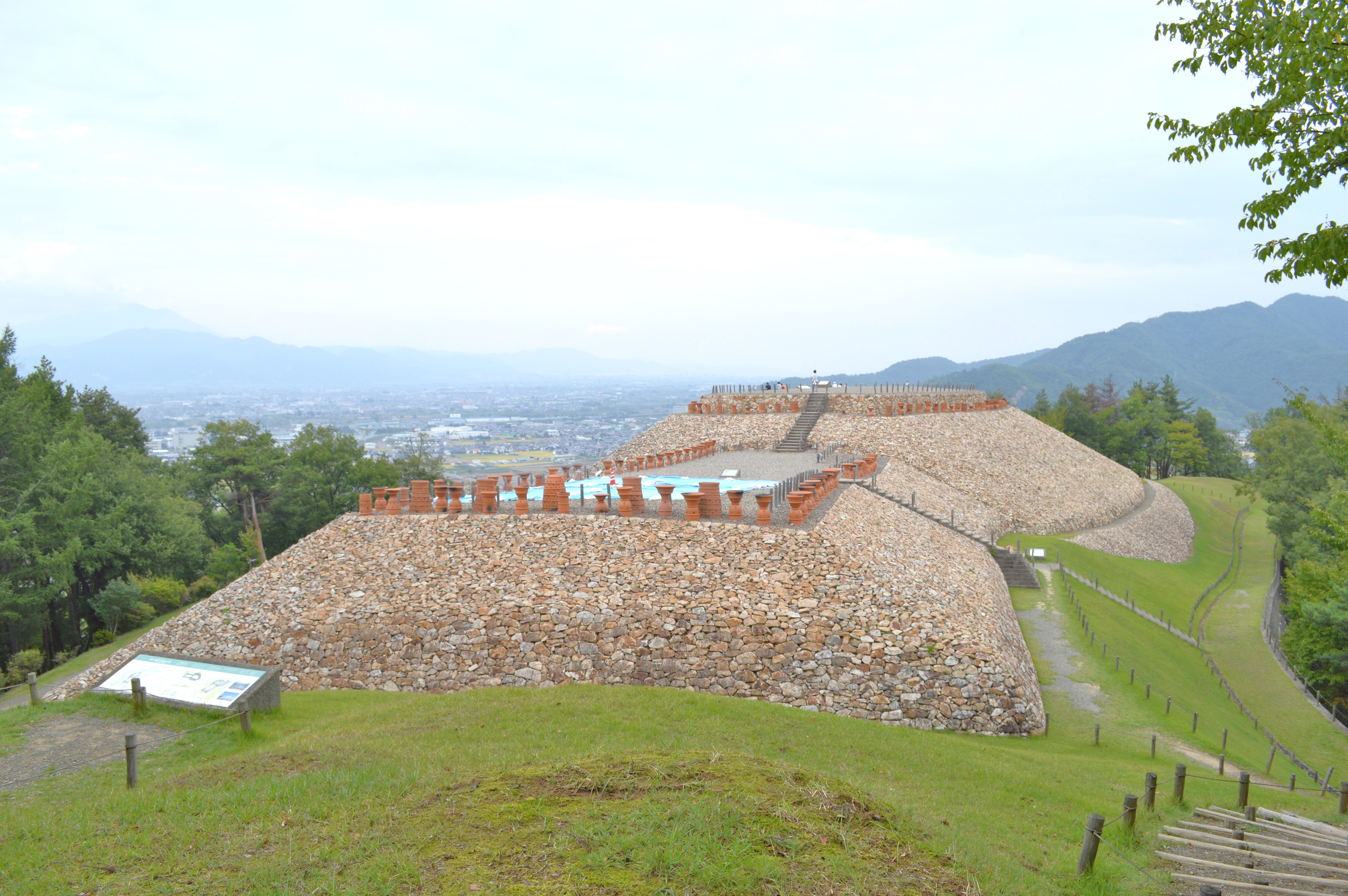
尾根上の森将軍塚古墳
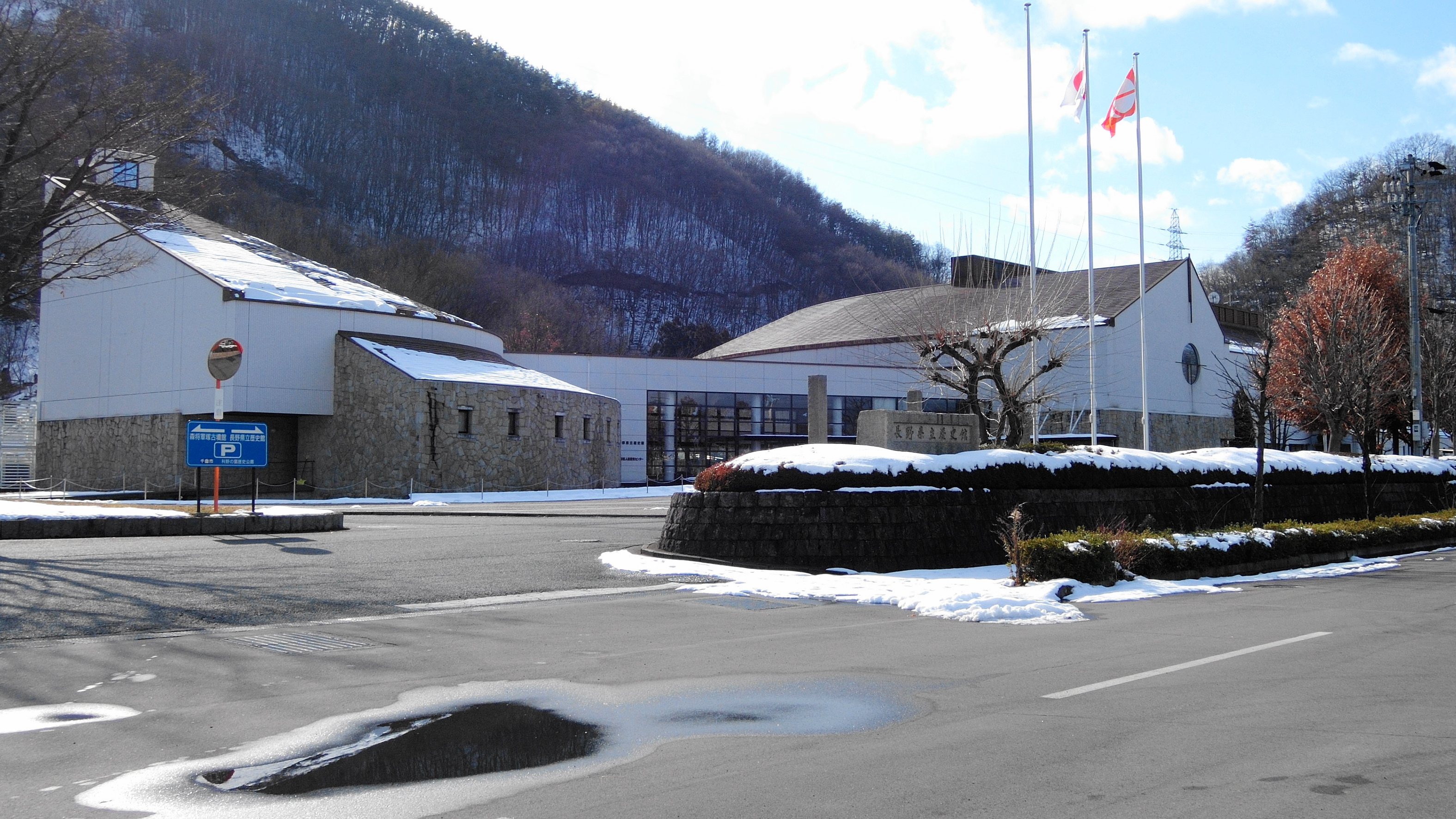
長野県立歴史館
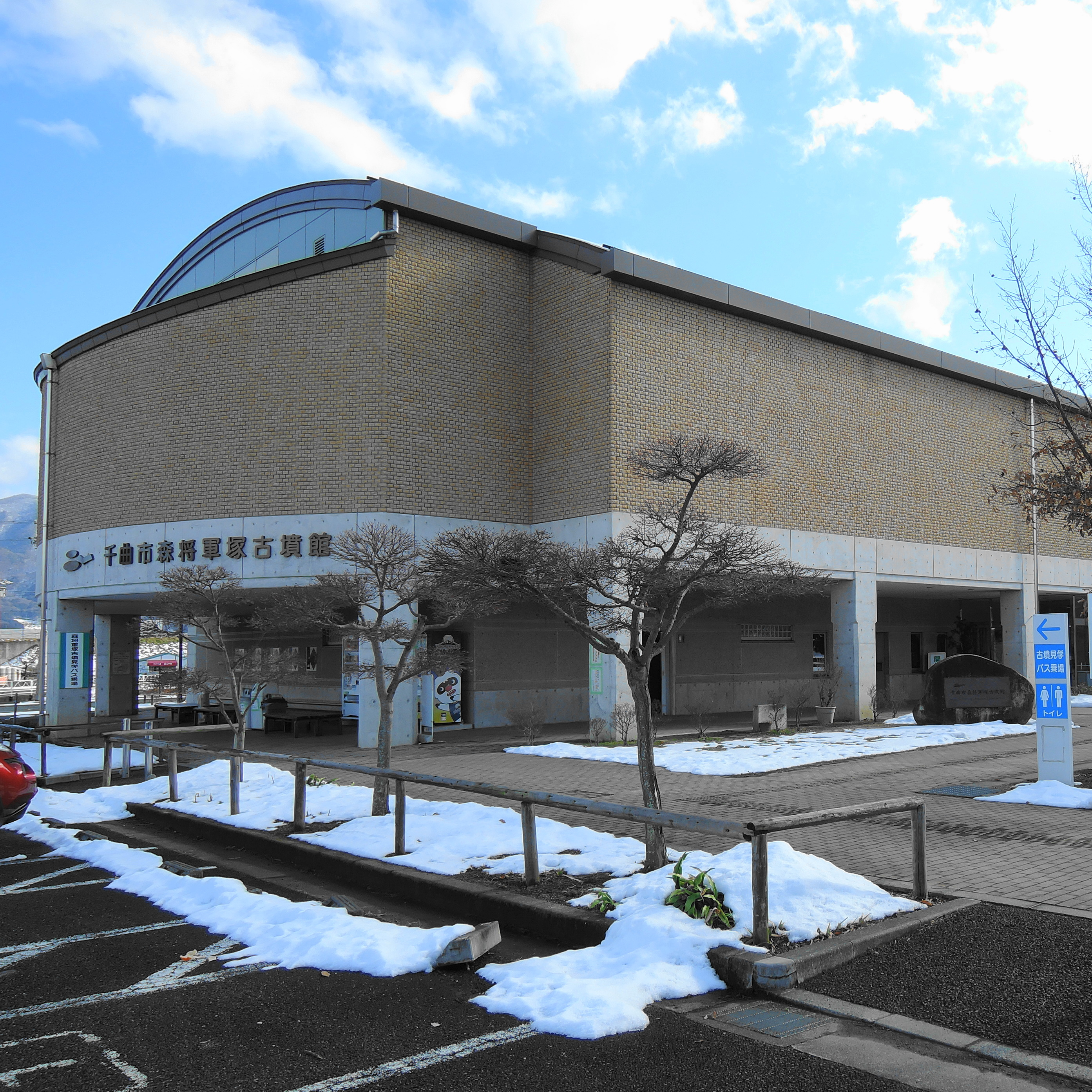
森将軍塚古墳館